# Analytisk mekanik
Analytisk mekanik er en form for klassisk mekanik, hvor et mekanisk system kan beskrives ud fra nogle grundlæggende principper relateret til den kinetiske og potentielle energi. Det er en reformulering af Newtonsk mekanik, hvor Newtons love er grundlæggende. Den analytiske mekanik har været vigtig i udviklingen af kvantemekanikken og partikelfysikken. Eksempler på analytiske reformuleringer er Lagrange-formalismen og Hamilton-formalismen.
| Fysik | Spire Denne artikel om fysik er en spire som bør udbygges. Du er velkommen til at hjælpe Wikipedia ved at udvide den. |